# Guerra Napolitana
A Guerra Napolitana foi um conflito militar entre o Reino de Nápoles e o Império Austríaco. Começou em 15 de março de 1815 quando Joachim Murat declarou guerra contra a Áustria e se encerrou em 20 de maio do mesmo mês, após a assinatura do tratado de Casalanza.
Em 1814, o imperador francês Napoleão Bonaparte fora derrotado na Guerra da Sexta Coalizão. Joachim Murat, rei de Nápoles, começou a negociar com as potências europeias com o propósito de preservar seu próprio trono e traiu a França. Contudo, durante o Congresso de Viena, ele começou a suspeitar que este acordo não iria durar. O Reino Unido, que nunca reconheceu seu governo em Nápoles, queria reinstaurar na Europa os velhos regimes e derrubar os reis fantoches que Napoleão instaurou, incluindo Murat.
Em 1815, quando Napoleão retornou de seu exílio e restabeleceu seu regime na França (o Governo dos Cem Dias), Murat declarou guerra aos austríacos e tentou começar um levante pró Bonapartista em Nápoles. Sem o apoio generalizado da população local ou de outros Estados italianos, ele não conseguiu mobilizar um exército grande o bastante para combater os austríacos ou os seus aliados. No começo de maio, Joachim Murat foi derrotado na batalha de Tolentino. Após a luta, Fernando IV foi reinstituído como rei de Nápoles e da Sicília.
A intervenção da Áustria causou ressentimento na Itália, o que formentaria o sentimento nacionalista italiano, que guiaria o país a unificação.